# Hipparchia diffusa
Hipparchia diffusa är en fjärilsart som beskrevs av Butler 1880. Hipparchia diffusa ingår i släktet Hipparchia och familjen praktfjärilar. Inga underarter finns listade i Catalogue of Life.